# Nikolái Goriusjin
Nikolái Ivánovich Goriusjin (en ruso: Го́рюшкин Никола́й Ива́нович; Sharapkino, Imperio ruso, 1 de diciembre de 1915 – Moscú, Unión Soviética, 12 de noviembre de 1945) fue un oficial militar soviético, comandante de la 22.ª Brigada de Fusileros Motorizados de la Guardia del Ejército Rojo durante la Segunda Guerra Mundial; recibió dos veces el título de Héroe de la Unión Soviética por sus acciones en la guerra. Se le concedió por primera vez el título de héroe en 1944 por el cruce del Dniéper en septiembre de 1943; El segundo título de héroe le fue otorgado por cruzar el Oder en enero de 1945.

## Biografía

### Infancia y juventud
Nikolái Goriusjin nació el 1 de diciembre de 1915, en la pequeña localidad de Sharapkino, en el óblast del Voisko del Don en lo que entonces era parte del Imperio ruso (actualmente integrada en la ciudad de Sverdlovsk en Ucrania), en el seno de una familia de clase trabajadora de etnia rusa. La casa donde nació estaba muy cerca de la mina local donde trabajaba su padre, y después de graduarse en la Escuela de Minería Konstantinovsky, Goriusjin trabajó en esa mina, primero como conductor y luego como operador de una máquina para cortar hierro. Trabajó como minero hasta 1937 cuando se alistó en el Ejército Rojo, en 1941 se graduó de la Escuela de Infantería Militar de Uriúpinsk. Se unió al Partido Comunista en 1943.

### Segunda Guerra Mundial
En julio de 1941, poco después del inicio de la invasión alemana de la Unión Soviética, fue enviado al frente de combate como soldado raso, aunque escaló rápidamente en el escalafón militar, comenzando como comandante de pelotón y luego fue ascendido al mando de una compañía, y más tarde al mando de un batallón. Combatió en la batalla de Kursk, y posteriormente se distinguió en el cruce del Dniéper, donde el 23 de septiembre de 1943 dirigió a su compañía para ser la primera de su regimiento en cruzar a la orilla occidental del río. Allí, mantuvieron una cabeza de puente en la orilla del río cerca del pueblo de Grigorovka y se mantuvieron firmes bajo el intenso fuego enemigo hasta que llegaron los refuerzos. Por sus acciones en esta batalla, recibió su primera Estrella de Oro de Héroe de la Unión Soviética el 10 de enero de 1944.
Posteriormente en la guerra, el 23 de enero de 1945, dirigió su batallón en el cruce del río Óder; allí, rápidamente desvió su batallón hacia un lado después de encontrarse inesperadamente con una fuerte resistencia enemiga, lo que les permitió completar su tarea de tomar una cabeza de puente clave y ayudar a los tanques a cruzar. Por sus acciones en el cruce, recibió su segunda Estrella de Oro el 10 de abril de 1945, lo que lo convirtió en un doble Héroe de la Unión Soviética. A lo largo de la guerra, luchó en los frentes Sudoeste, Briansk, Central, Vorónezh y el Primer Frente Ucraniano.

### Posguerra
Al final de la guerra ostentaba el grado de mayor. Luego ingresó en la Academia Militar Frunze como estudiante, pero murió poco después en un accidente al caer por una escalera el 12 de noviembre de 1945. Fue enterrado en una fosa común para soldados caídos en combate durante la guerra en su ciudad natal de Sverdlorsk (óblast de Lugansk en Ucrania).

## Condecoraciones

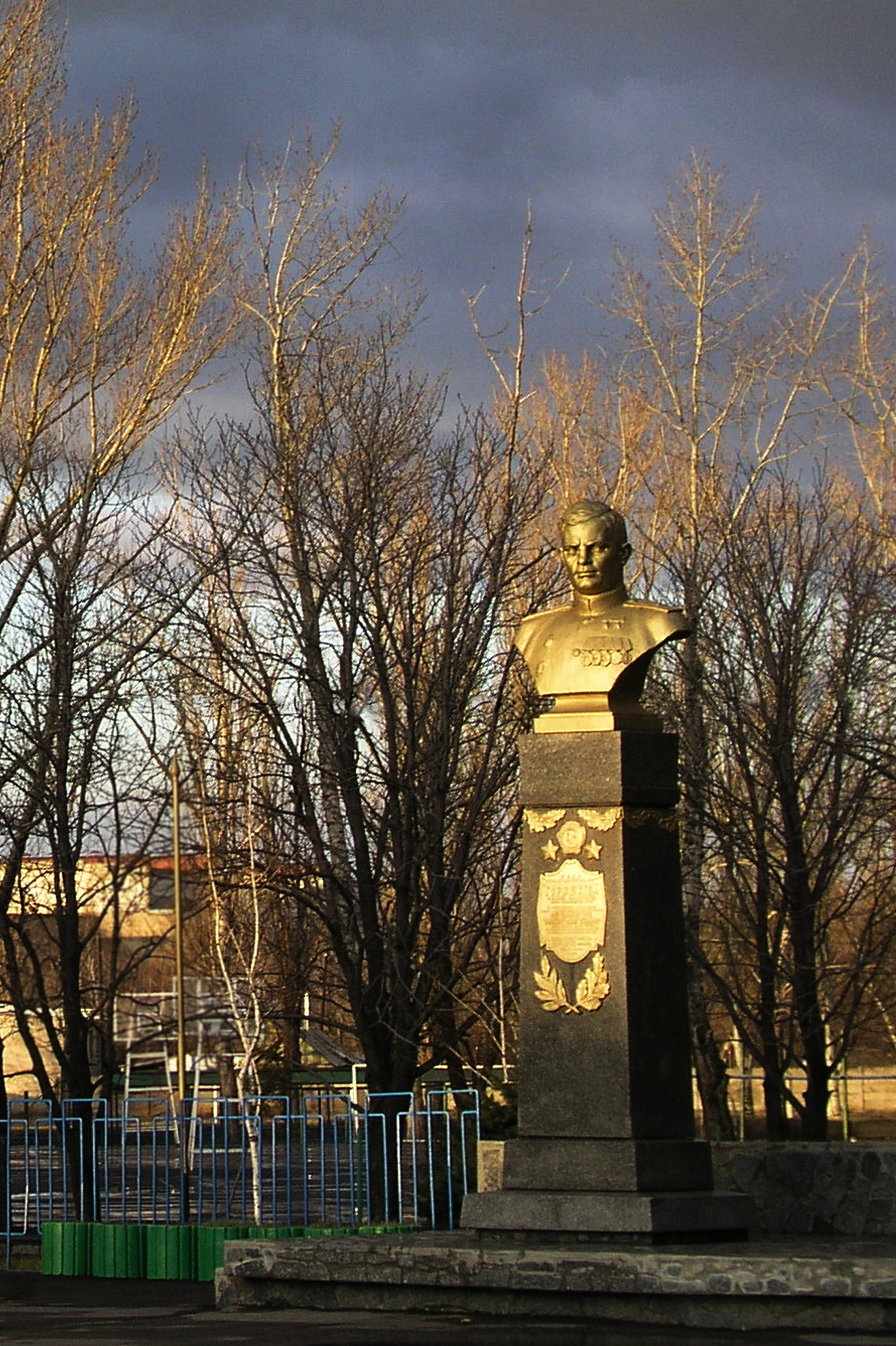
Busto de bronce de Nikolái Goriusjin en Sverdlovsk en el óblast de Lugansk

A lo largo de su carrera militar Nikolái Goriusjin fue galardonado con las siguientes condecoraciones
|  | Héroe de la Unión Soviética, dos veces (10 de enero de 1944 y 10 de abril de 1945) |
|  | Orden de Lenin (10 de enero de 1945)                                               |
|  | Orden de la Bandera Roja, dos veces (17 de agosto de 1943 y 12 de mayo de 1945)    |
|  | Orden de Alejandro Nevski (29 de abril de 1944)                                    |
|  | Medalla por el Servicio de Combate (26 de septiembre de 1942)                      |
|  | Medalla por la Victoria sobre Alemania en la Gran Guerra Patria 1941-1945          |
|  | Medalla por la Conquista de Berlín                                                 |
|  | Medalla por la Liberación de Praga                                                 |

En la ciudad de Sverdlovsk en el óblast de Lugansk se erigió un busto de bronce en su honor, además una calle lleva su nombre.